# Trościaniec (hromada w obwodzie lwowskim)
Trościaniec – hromada wiejska w rejonie stryjskim obwodu lwowskiego Ukrainy. Siedzibą hromady jest Trościaniec.
Hromadę utworzono 5 września 2015 roku w ramach reformy decentralizacji.

## Miejscowości hromady
W skład hromady wchodzą 1 osiedle typu miejskiego i 16 wsi.

- Trościaniec – siedziba hromady
- Łypiwka – osiedle typu miejskiego
- Brodki
- Dąbrowa
- Demnia
- Dobrzany
- Głuchowiec
- Iłów
- Krasów
- Lubiana
- Polana
- Stulsko
- Sucha Dolina
- Ternopilla
- Wola Mała
- Wola Wielka
- Zakład